# Memorando de entendimento entre Etiópia e Somalilândia de 2024
O memorando de entendimento entre Etiópia e Somalilândia de 2024 foi um acordo assinado em 1 de janeiro de 2024 entre o primeiro-ministro etíope Abiy Ahmed e o presidente da Somalilândia Muse Bihi Abdi. Alegadamente, este memorando de entendimento afirma que a Somalilândia arrendaria mais de 12 milhas (19 km) do seu litoral no golfo de Adem à Etiópia. O acordo surge na sequência das tensões em torno do desejo declarado do primeiro-ministro Abiy Ahmed de que a Etiópia tenha acesso ao Mar Vermelho. Em troca, o arranjo incluiria uma disposição que afirma que a Etiópia reconheceria a Somalilândia como independente no futuro, o que a tornaria o primeiro país a fazê-lo.
O acordo foi contestado pela Somália e pelo Egito.

## Acordo
Em 1 de Janeiro de 2024, a Etiópia assinou um memorando de entendimento com a Somalilândia para obter acesso ao porto do Mar Vermelho. O texto do memorando não foi divulgado. O presidente da Somalilândia, Muse Bihi Abdi, afirmou que incluía o arrendamento de mais de 19 quilômetros de acesso marítimo ao redor de Berbera por 50 anos para a Marinha Etíope. Foi também declarado que o memorando de entendimento incluía uma disposição para o futuro reconhecimento pela Etiópia da Somalilândia como um Estado soberano.
Em outubro de 2023, o primeiro-ministro etíope, Abiy Ahmed, descreveu o acesso ao mar como "uma questão existencial para o seu país", com esta declaração suscitando preocupações de que isso implicasse a apreensão de terras da vizinha Eritreia. Um acordo semelhante de 2018, que teria dado à Etiópia uma participação de 19% no porto de Berbera, juntamente com uma participação de 51% destinada à empresa de logística emiradense DP World, foi abandonado em 2022.
Abdi disse que o acordo levaria a Etiópia a estabelecer "um precedente como a primeira nação a estender o reconhecimento internacional ao nosso país". O político etíope Redwan Hussein afirmou que o memorando de entendimento também incluía a aquisição de uma participação da Somalilândia na Ethiopian Airlines. O memorando de entendimento não é um acordo juridicamente vinculativo, o que exigiria a ratificação por ambas as partes.

## Reações
O Gabinete da Somália realizou uma reunião de emergência no dia 2 de Janeiro, após o anúncio do Memorando de Entendimento. O presidente da Somália, Hassan Sheikh Mohamud, expressou a sua veemente oposição, dizendo que a Somalilândia faz parte da Somália segundo a sua constituição e que o acordo foi conduzido sem base legal. Ele também acrescentou: "Somalilândia, vocês são as regiões do norte da Somália e a Etiópia não tem reconhecimento para vocês. Se a Etiópia afirmou que lhe deu reconhecimento, então não é um reconhecimento que existe."
Em 3 de Janeiro, o presidente egípcio Abdel Fattah el-Sisi manteve uma chamada telefônica com o presidente somali, afirmando que "o Egito manterá uma posição firme ao lado da Somália e apoiará a sua segurança e estabilidade". Mogadíscio chamou de volta o seu embaixador na Etiópia alegando que o acordo põe em perigo a estabilidade regional. O Ministro do Interior da Somalilândia, Mohamed Kahin, defendeu o acordo e rejeitou as reivindicações das autoridades somalis dizendo aos repórteres numa entrevista coletiva em 2 de janeiro que "Pedimos à Somália que peça desculpa pela sua afirmação de que a Somalilândia faz parte da Somália".
Na sequência do acordo, em 3 de janeiro, a administração de Mogadíscio organizou uma manifestação para expressar a sua oposição. Muitos manifestantes somalis gritavam e seguravam faixas para expressar a sua incerteza em relação ao acordo de arrendamento que consideravam comprometer o território da Somália. No comício, o Ministro do Interior da Somália, Ahmed Moallim Fiqi, compareceu ao local e disse aos manifestantes "o governo federal considera inaceitável que sejamos ignorados por um primeiro-ministro etíope que menospreza o papel do nosso governo federal, deslegitimando-o. Isso é uma violação e inaceitável."